# Geistermantis

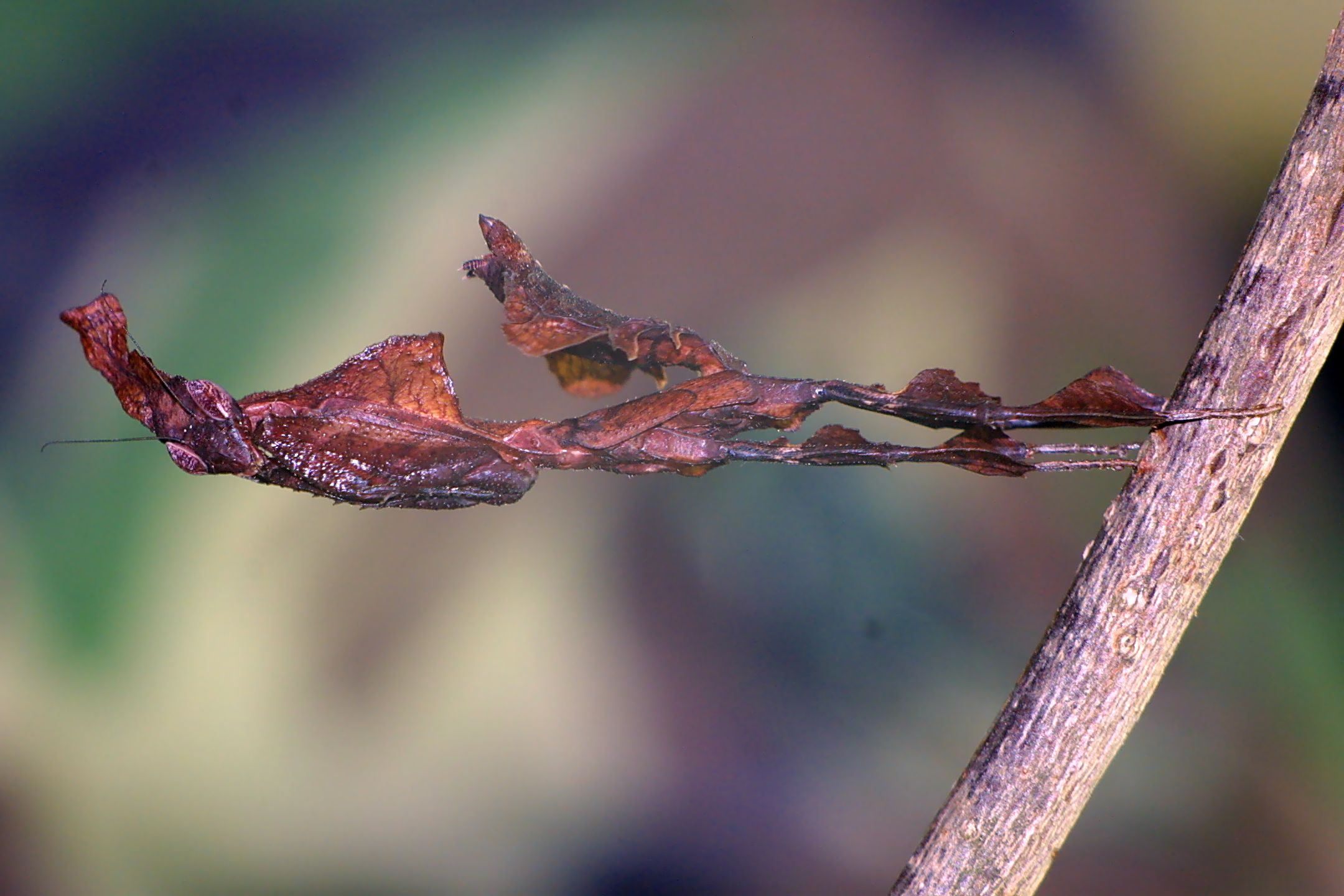
Subadultes Tier

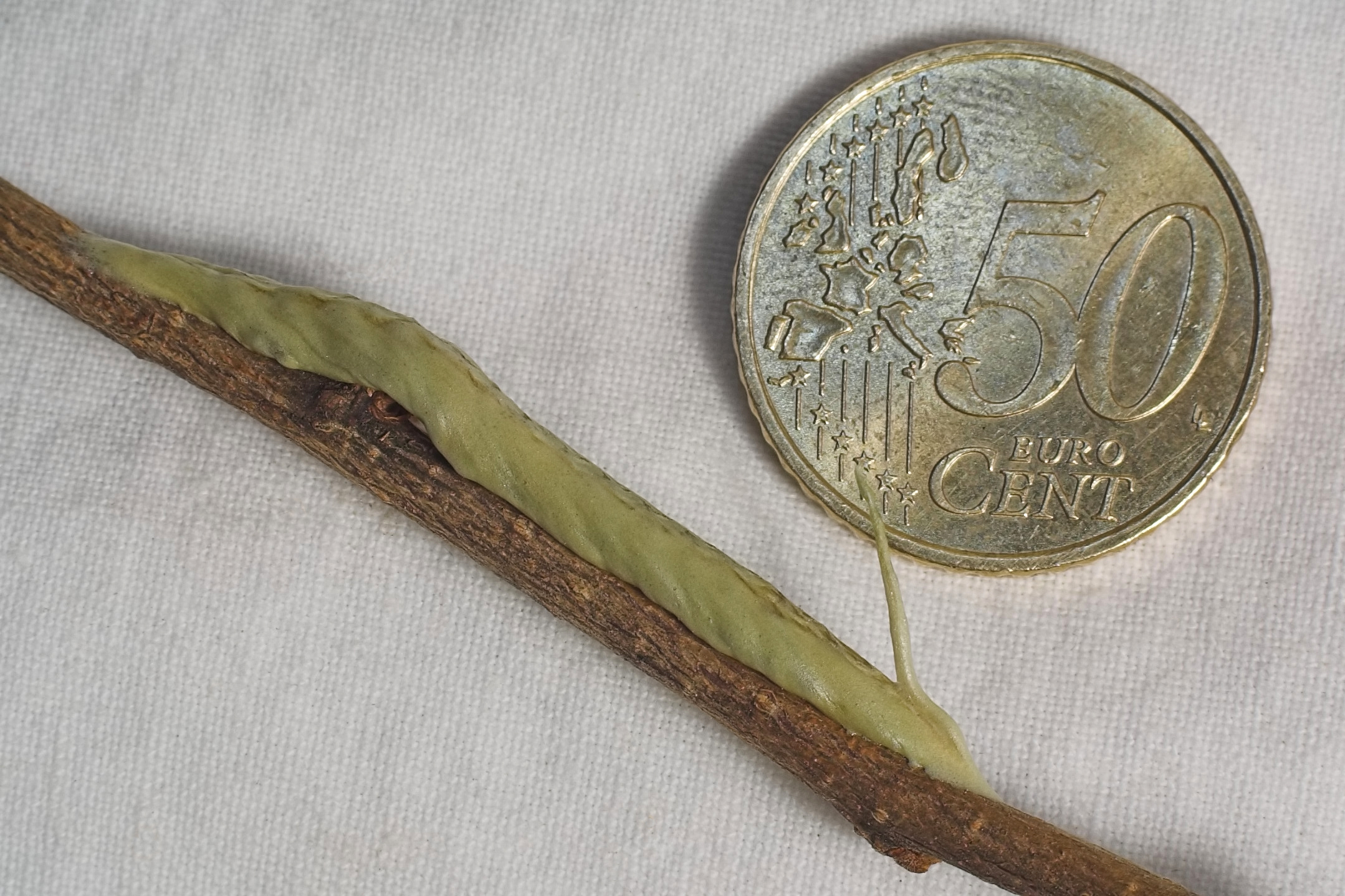
Oothek

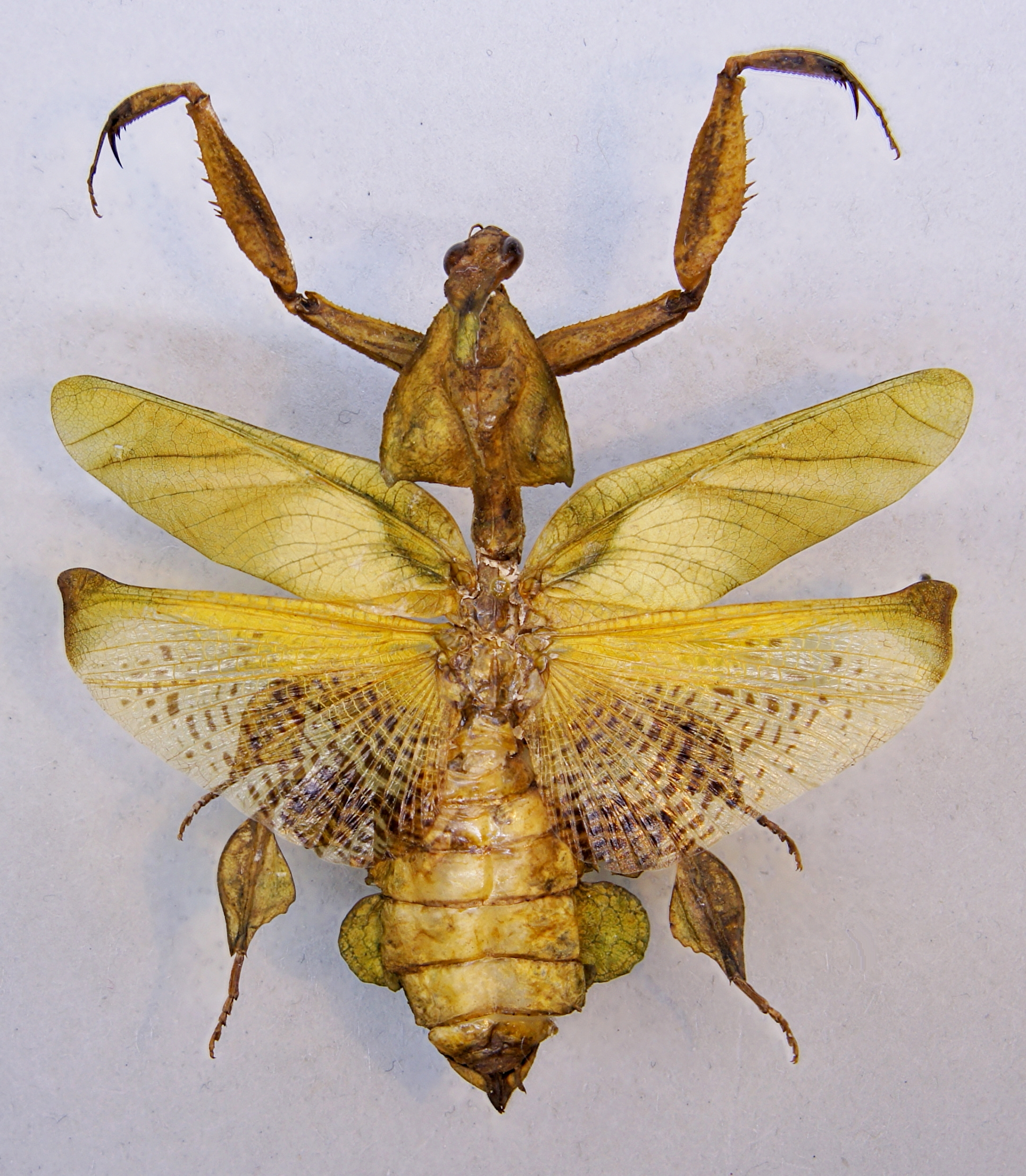
Phyllocrania paradoxa aus der Zoologischen Staatssammlung München

Die Geistermantis (Phyllocrania paradoxa) (Plural: die Mantis, engl.: „Ghost Mantis“), auch „Verdorrtes Blatt“ genannt, ist eine Insektenart aus der Familie der Hymenopodidae in der Ordnung der Fangschrecken (Mantodea). Von dieser Art gibt es zwei Unterarten: neben der 1838 beschriebenen Nominatform gibt es noch die 1871 entdeckte Phyllocrania paradoxa insignis, die allerdings stellenweise als eigene Art geführt wird. Es handelt sich um eine kleine blattnachahmende Fangschrecke, die sich perfekt als verdorrtes Blatt tarnt (Mimese).

## Merkmale
Besonders auffällig sind die zahlreichen Anhängsel (Loben) am Abdomen und den Beinen, der ausgeprägte Nackenschild (siehe Abb.), sowie die hohe Krone, welche die Tiere auf dem Kopf tragen. Auffallend ist auch die hohe Beweglichkeit des Kopfes, der um fast 180 Grad gedreht werden kann, sowie die seitlich angeordneten Augen und der stark verlängerte Prothorax. Die großen, versetzt angeordneten Augen ermöglichen stereoskopisches Sehen und stellen das wichtigste Sinnesorgan zur Jagd und zum genauen Lokalisieren der Geschlechtspartner dar. Zwischen den Antennen befinden sich drei Punktaugen (Ocelli), mit denen die Tiere Helligkeitsunterschiede registrieren (siehe Abb.). Das vordere Beinpaar ist, wie bei Fangschrecken üblich, zu Fangbeinen umgebildet, Femur und Tibia sind mit Dornen zum Festhalten der Beute besetzt. Die weit nach vorne verlagerten Fangbeine wirken bei diesen Tieren eher wie Arme, da sie frei beweglich sind und sehr weit von den Schreitbeinen entfernt sind. Als Imago besitzen die Tiere zwei Flügelpaare, die weiblichen Tiere sind allerdings nicht flugfähig, da ihre Flügel zu klein sind. Die Flügelansätze lassen sich bereits im subadulten Stadium erkennen. Die Cuticula der Tiere ist sehr rau und ungleichmäßig gestaltet, außerdem trägt sie die Farben und Muster ihrer Lebensumgebung, um noch besser getarnt zu sein. Es kommen grüne, sandfarbene, bis hin zu fast schwarzen Tieren vor. 
Frisch geschlüpfte Larven haben eine Länge von etwa sechs bis sieben Millimetern. Die adulten Tiere erreichen eine Länge von etwa 50 Millimetern, wobei die weiblichen und männlichen Tiere fast gleich groß sind.

## Fortpflanzung
Das Geschlecht lässt sich bei dieser Fangschreckenart schon etwa ab dem dritten Larvenstadium relativ einfach bestimmen, da die Krone des Weibchens vom Kopf aus gerade verläuft, während die des Männchens charakteristisch geschwungen ist. Die Antennen der Männchen sind wesentlich dicker und länger als beim Weibchen und die Flügel des Männchens sind größer als die des Weibchens, was bereits im subadulten Stadium an den unterschiedlich großen Flügelansätzen sichtbar wird. Die Loben, das Nackenschild und die Fangbeine der Männchen sind deutlich kleiner als beim weiblichen Tier, insgesamt ist der Körperbau etwas filigraner als bei den Weibchen, dies lässt sich allerdings ebenfalls erst in den späteren Larvenstadien erkennen. Die Geschlechter unterscheiden sich außerdem in jeden Larvenstadium durch die Anzahl der Sternite, sie beträgt bei den weiblichen Tieren sechs und bei den männlichen acht. Die Lebenserwartung weiblicher Phyllocrania paradoxa beträgt etwa 11 Monate, Männchen werden etwa 8 Monate alt. In dieser Zeit häuten sich die Männchen sechs-, die Weibchen siebenmal. Die Weibchen sind ca. 14 Tage nach der Imaginalhäutung paarungsbereit, die Männchen bereits nach etwa sieben Tagen. Ein bis fünf Tage nach der etwa drei bis sechs Stunden dauernden Kopulation legt das Weibchen im Abstand von 6 bis 12 Tagen etwa 10, drei bis fünf Zentimeter große, längliche, schmale, mit einer „Antenne“ versehene Eierpakete (Ootheken), die jedoch auch bis zu acht cm groß sein können. Direkt nach der Ablage sind die Ootheken grünlich, allerdings werden sie mit der Zeit immer dunkler, so dass sie beim Schlupf meist dunkelbraun sind. Sehr alte Ootheken können fast schwarz sein. Aus den Ootheken schlüpfen nach etwa vier Wochen 10 bis 50 schwarze Larven, die ungefähr sechs bis sieben Millimeter lang sind und Ameisen ähneln (Ameisenmimikry).

## Verbreitung
Die Art lebt in Ostafrika, der Demokratischen Republik Kongo, Angola, Namibia, Südafrika und Simbabwe. Ihr Lebensraum sind Sträucher und Büsche in trockenen Gebieten.

## Bilder

Weibliches Tier
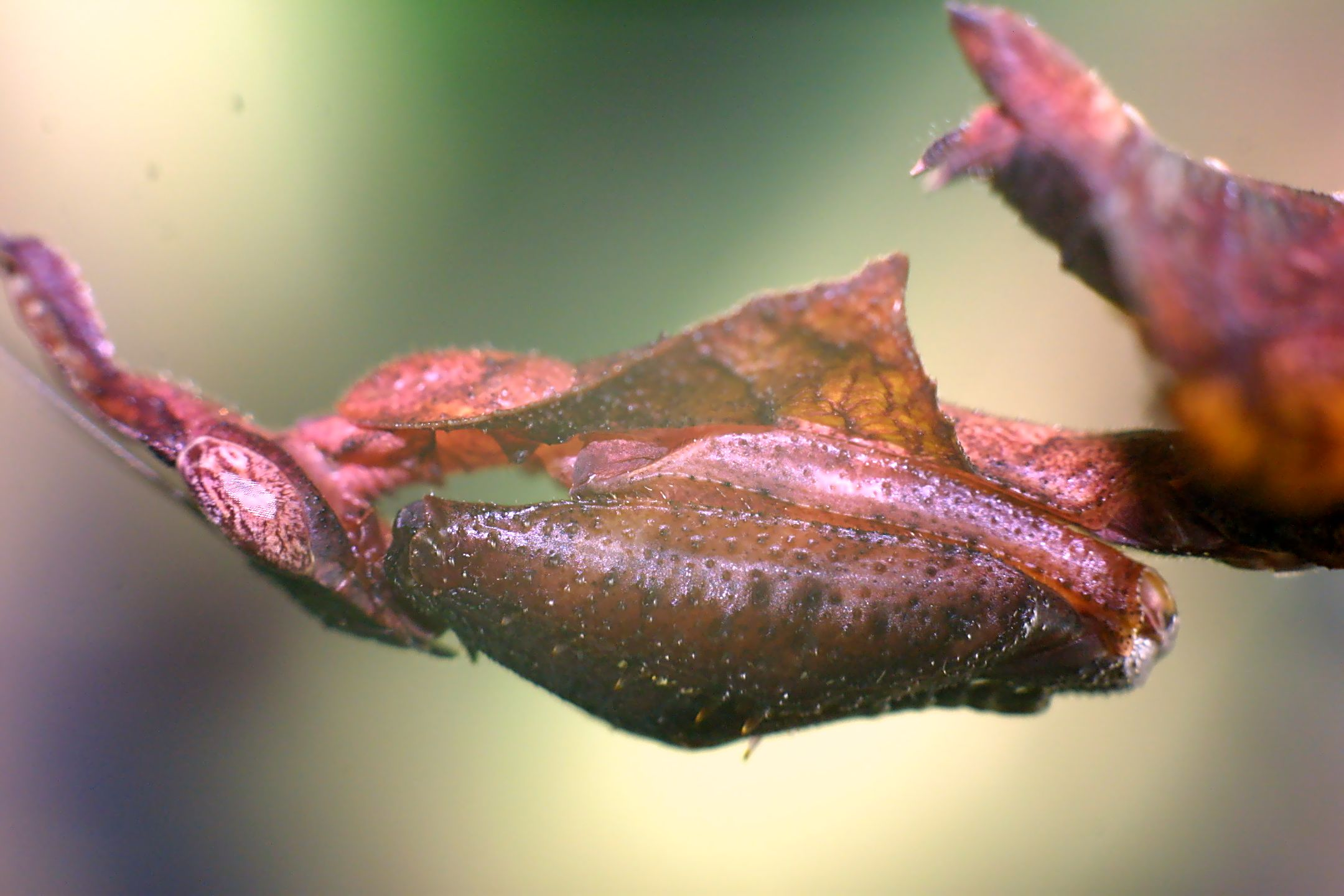
Subadultes Tier
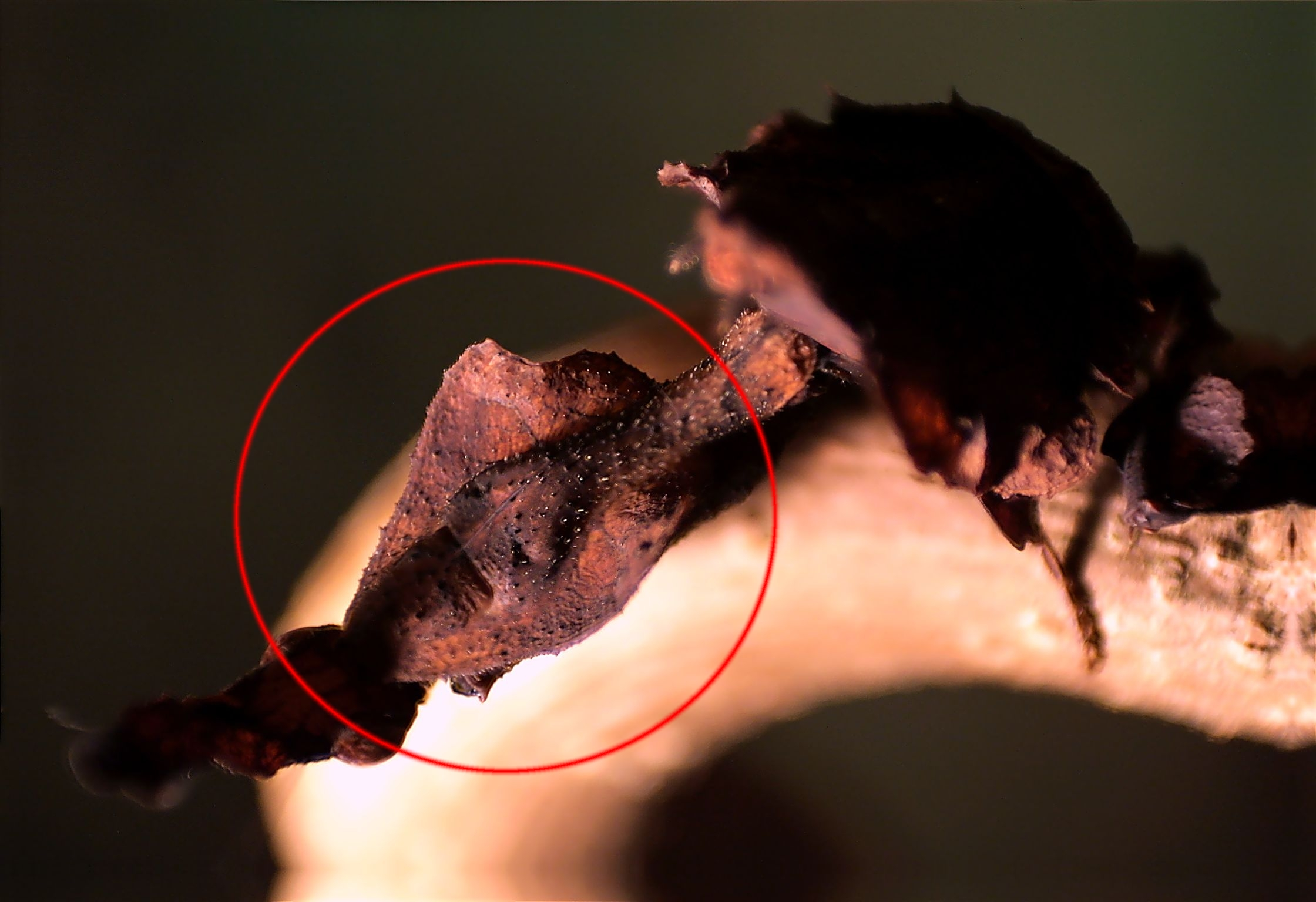
Gut ausgebildeter Nackenschild
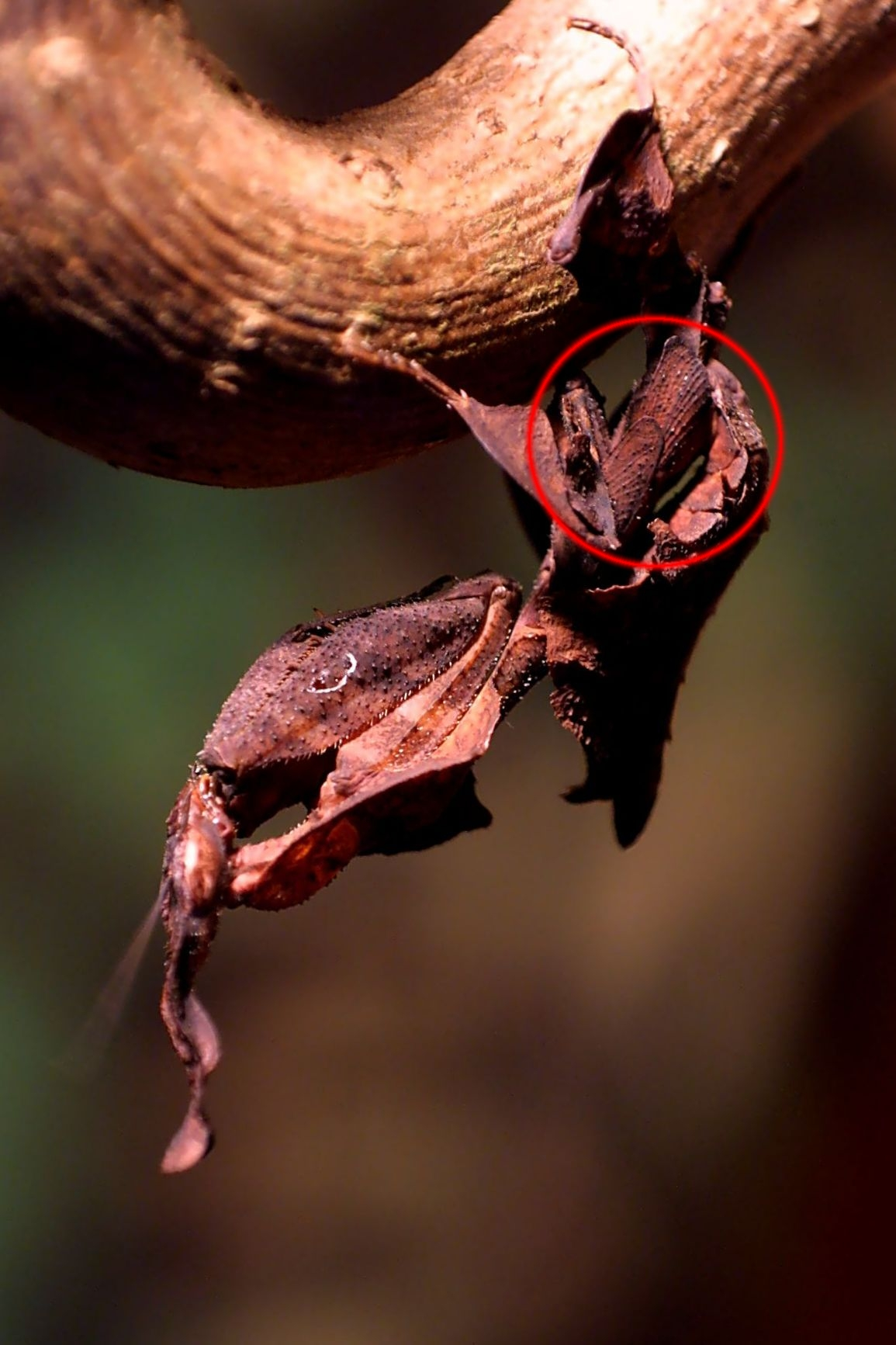
Flügelansätze bei einem subadulten Tier
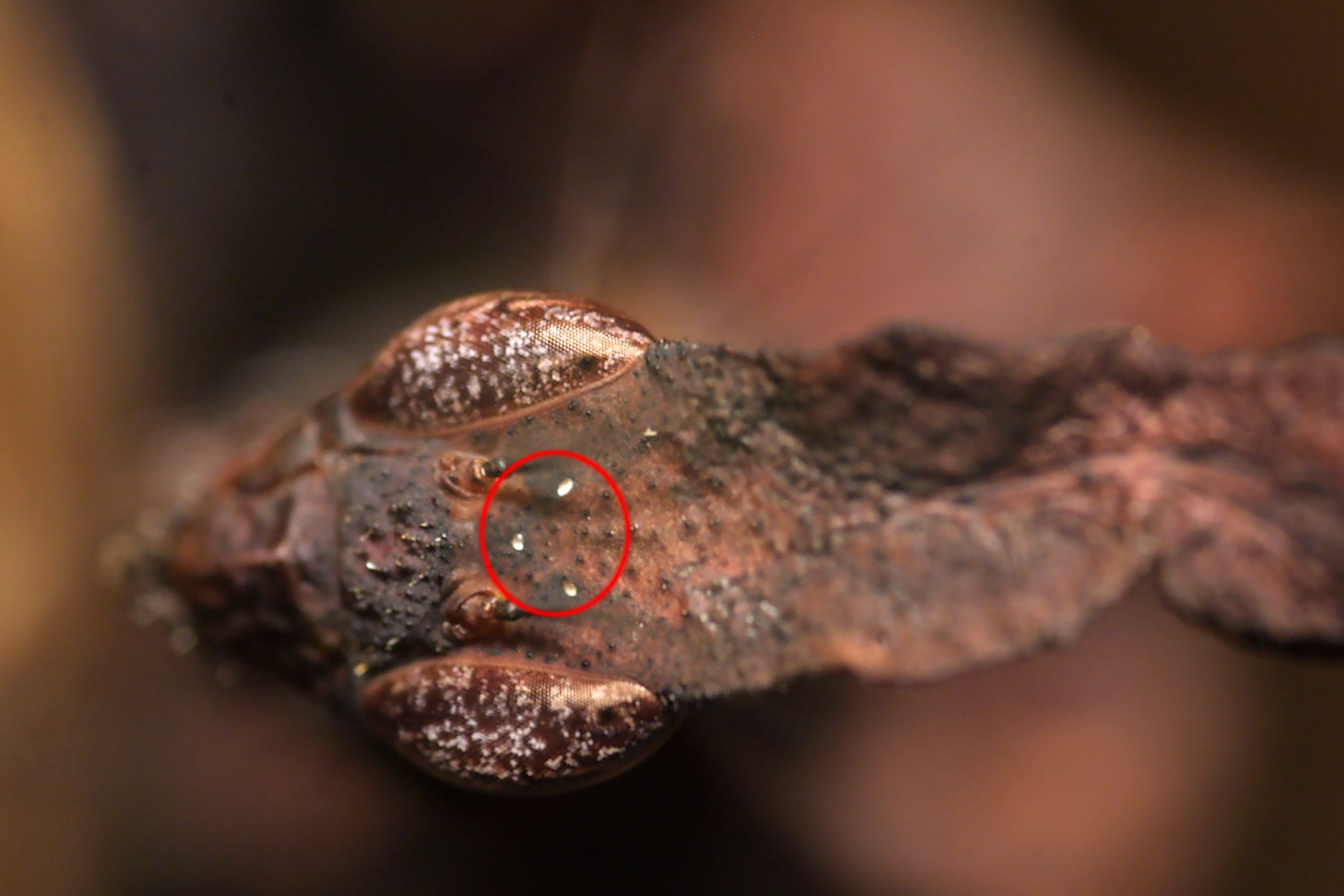
Ocellen bei einem subadulten Tier
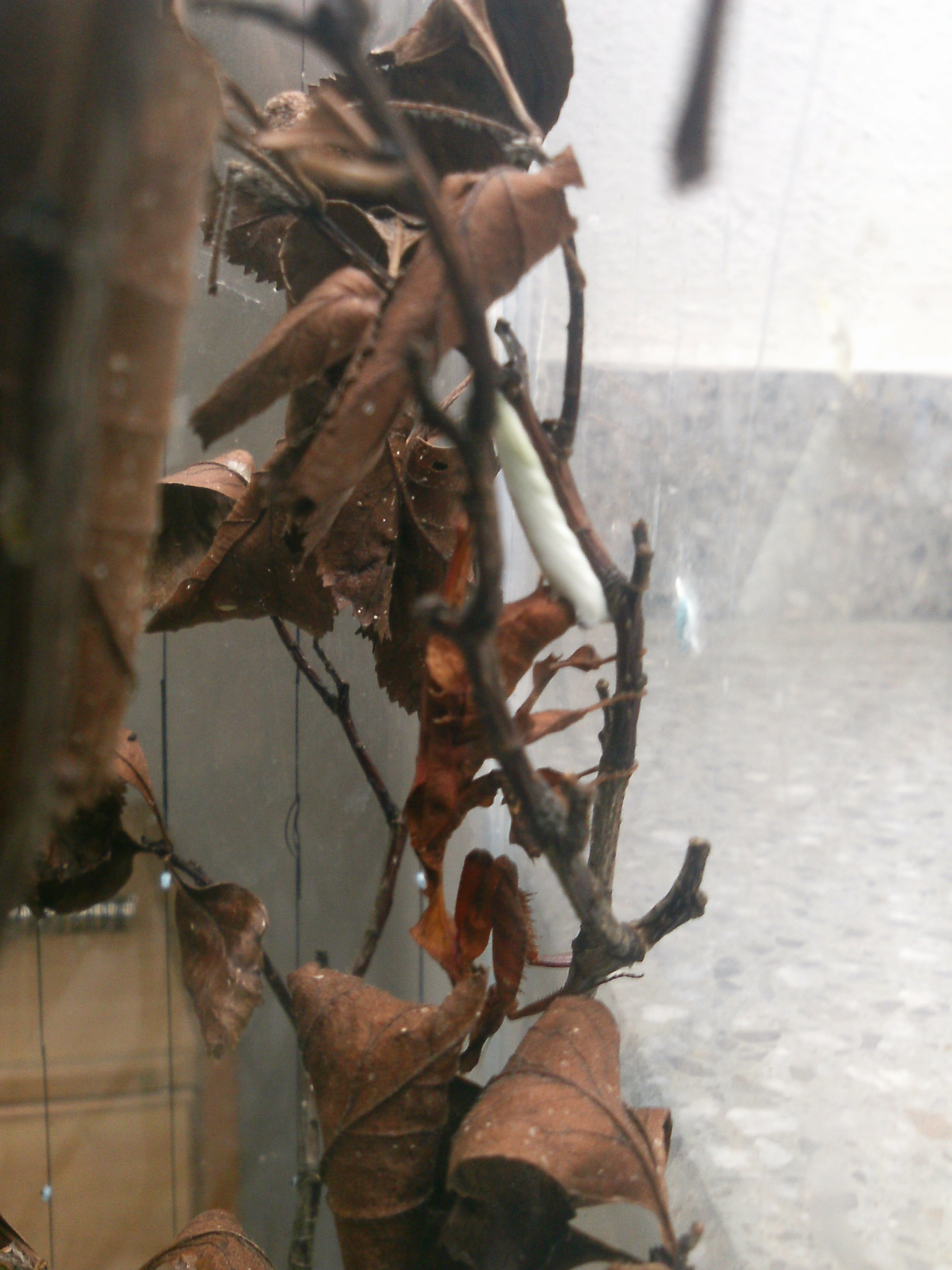
Weibchen beim Anfertigen einer Oothek

Männliches Tier
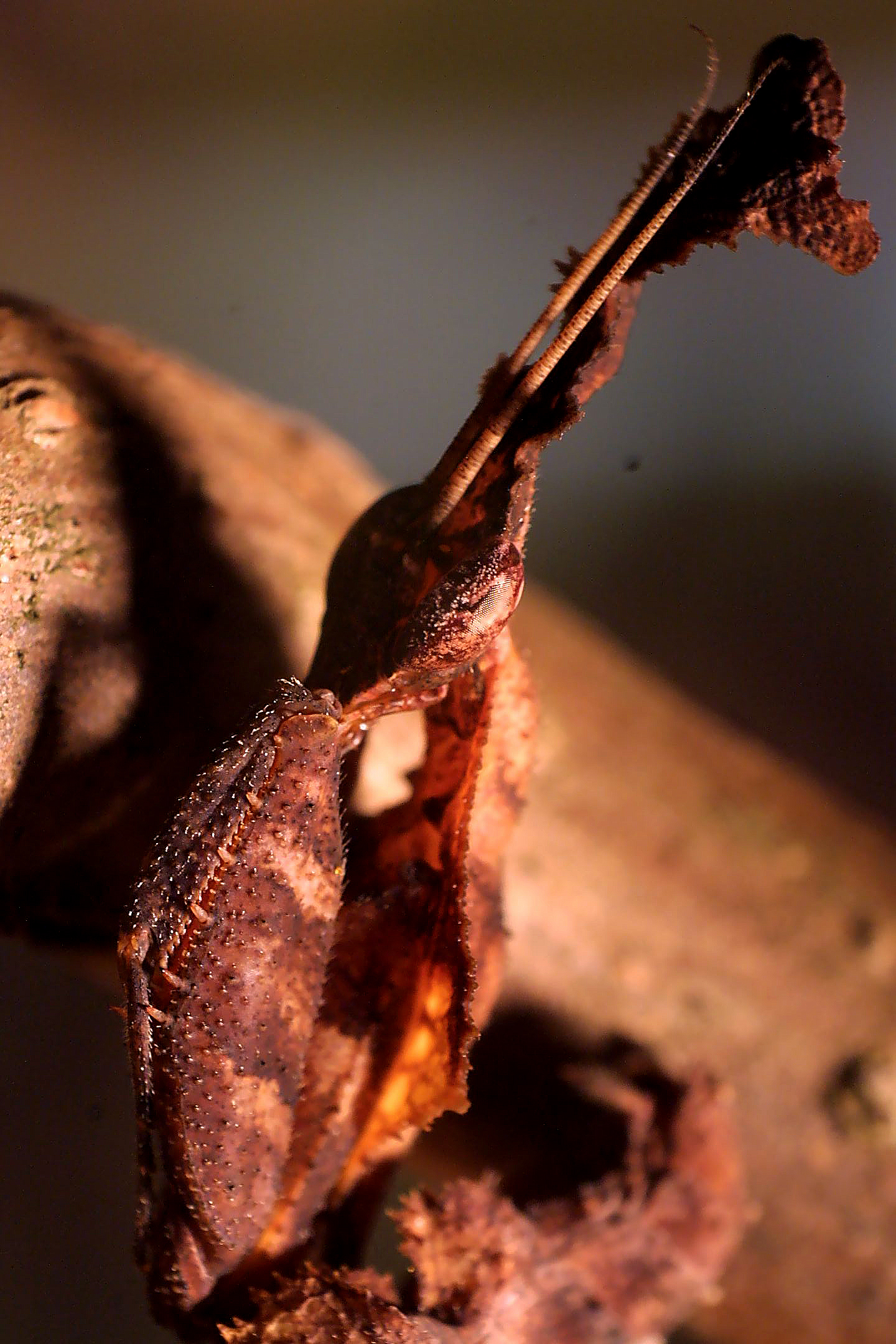
Subadultes Tier
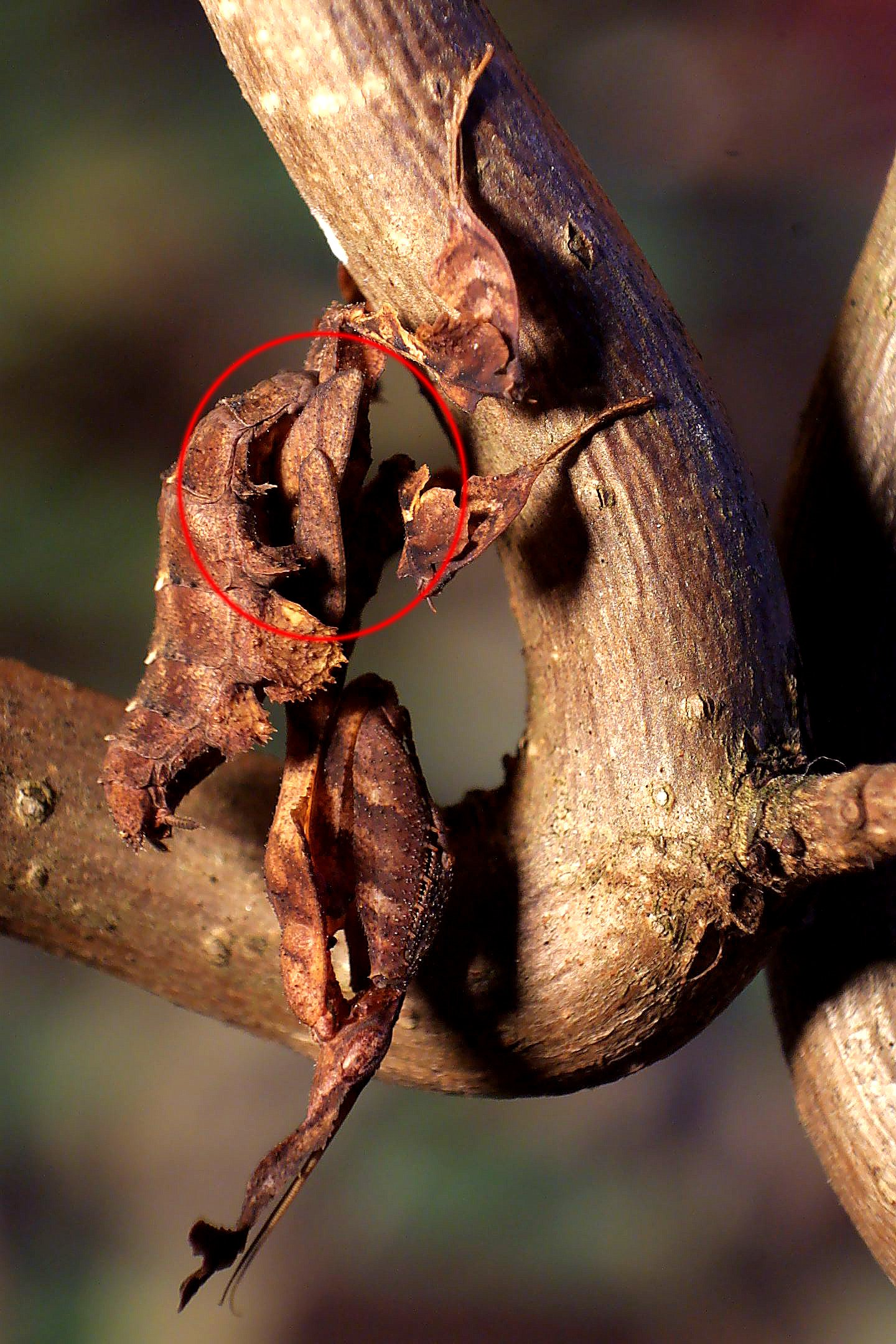
Flügelansätze bei einem subadulten Tier